# Roberto Clemente
Roberto Clemente (mit spanischem Namen Roberto Clemente Walker, * 18. August 1934 in Carolina, Puerto Rico; † 31. Dezember 1972 in San Juan, Puerto Rico nach einem Flugzeugabsturz) war ein professioneller Baseballspieler aus Puerto Rico.

## Biografie
Clemente spielte von 1955 bis 1972 in der Major League Baseball als Right Fielder. Die kompletten 18 Jahre seiner Karriere verbrachte Clemente bei den Pittsburgh Pirates.
Clemente unterstützte in spielfreien Zeiten Hilfsorganisationen, die in Puerto Rico und anderen lateinamerikanischen Staaten halfen. Er starb am 31. Dezember 1972 bei einem Flugzeugabsturz, als er nach einem Erdbeben in Nicaragua Hilfsgüter an Bedürftige überbringen wollte.
Clemente wurde posthum als erster Lateinamerikaner in die National Baseball Hall of Fame aufgenommen. Nach Lou Gehrig war er der zweite Spieler in der Hall of Fame, für den die sonst obligatorische Warteperiode von fünf Jahren annulliert wurde. Der Commissioner’s Award der MLB wurde ihm zu Ehren 1973 in Roberto Clemente Award umbenannt.
Clemente war jeweils der erste lateinamerikanische Spieler, der ein Spiel der World Series als Startspieler gewann (1960), einen MVP Award (1966) erhielt und mit dem World Series MVP Award (1971) ausgezeichnet wurde.

## Film
2013 erschien der Film Baseball’s Last Hero: 21 Clemente Stories von Richard Rossi, der selbst in Pittsburgh aufgewachsen ist. Rossi ist ein ehemaliger Pastor der Pfingstbewegung. Er verfolgt nun das Ziel, die Seligsprechung Clementes zu erreichen, was in den Medien vielfach aufgegriffen wurde.